# Euspilotus richteri
Euspilotus richteri är en skalbaggsart som beskrevs av Lewis 1909. Euspilotus richteri ingår i släktet Euspilotus och familjen stumpbaggar. Inga underarter finns listade i Catalogue of Life.